# Llengües andoque-urequena
Les llengües andoque–urequena és una família lingüística que consisteix en un parell de llengües, andoque i urequena. Marcelo Jolkesky va reconèixer per primera vegada l'estreta relació de l'urequena amb andoque.:285
L'urequena (Uerequena, Arequena, Orelhudos) està actualment extingit i només es coneix per un manuscrit del segle xix del naturalista austríac Johann Natterer. Natterer va situar la localització dels urequena al riu Içá (o riu Putumayo).